# Súng carbine M1
M1 Carbine (tên đầy đủ United States Carbine, Caliber .30, M1) là loại súng cạc-bin có trọng lượng nhẹ và tốc độ bắn cao. Khẩu súng này đồng hành với quân đội Mỹ qua 3 cuộc chiến lớn của Thế kỉ XX là Chiến tranh thế giới thứ hai, Chiến tranh Triều Tiên và Chiến tranh Việt Nam, mặc dù trong cuộc chiến này thì quân Mỹ ít dùng M1 Carbine hơn nhiều so với 2 cuộc chiến trước vì sự xuất hiện của các dòng súng trường tấn công mới và đa năng hơn nó như M14 hay M16. Bên cạnh sử dụng thì Hoa Kỳ cũng cung cấp rất nhiều khẩu súng này cho các đồng minh của họ trong các cuộc chiến này như: Anh, Pháp, Philippines, Hàn Quốc, Việt Nam Cộng hòa, Thái Lan,...

## Lịch sử hoạt động

### Thế chiến thứ hai (1942-1945)
M1 Carbine được sử dụng rộng rãi bởi sĩ quan, hạ sĩ quan, lính công binh, lính trinh sát, lính pháo binh, ... của Quân đội Hoa Kỳ trong Thế chiến 2. Nó nhận được nhiều lời khen ngợi vì kích thước nhỏ, trọng lượng nhẹ. Bên cạnh M1 Carbine thì quân đội Mỹ cũng phát triển thêm nhiều biến thể như: M1A1 Carbine (biến thể dùng báng gập của M1 Carbine, ra đời vào tháng 5 năm 1942) và M2 Carbine (biến thể "súng trường tấn công" của M1 Carbine, ra đời vào tháng 10 năm 1944).
Không chỉ được Hoa Kỳ sử dụng trong Thế chiến 2 mà M1 Carbine và M1A1 Carbine cũng được quân đội Mỹ cung cấp cho các nước khác trong phe Đồng Minh. Các lực lượng: SAS (Special Air Service), SOE (Special Operations Executive) và Đơn vị xung kích số 30 (No. 30 Commando) của Anh, 2 trung đoàn kháng chiến của lực lượng Pháp Tự do, 1 trung đoàn lính Bỉ và các đơn vị du kích Philippines (chống phát xít Nhật) cũng sử dụng M1 và M1A1 Carbine.

### Chiến tranh Triều Tiên (1950-1953)
Trong chiến tranh Triều Tiên, M2 Carbine đã gần như thay thế hoàn toàn cho M1 Carbine trong biên chế của quân đội Mỹ. Tuy nhiên vẫn còn khá nhiều binh sĩ Mỹ trong các đơn vị hỗ trợ (pháo binh, phòng không, lái xe, quân cảnh,...) dùng M1 Carbine. Cả hai phiên bản M1 và M2 Carbine đều phải chịu khá nhiều những tai tiếng liên quan đến việc hay bị kẹt đạn trong tiết trời mùa đông lạnh đến -5 °C (23 °F) ở Hàn Quốc. Nhiều binh sĩ Mỹ còn cho biết thêm là sau khi bắn quá nhiều phát trong cùng một lúc thì lực xuyên của viên đạn trở nên rất yếu ớt. Nó thậm chí còn không thể xuyên qua nổi lớp áo bông dày của lính Bắc Triều Tiên hay mặc trong mùa đông, mặc dù cự ly khai hỏa rất gần (dưới 75m). Có rất nhiều báo cáo được lính Mỹ gửi về từ Nam Hàn cho thấy M1/M2 Carbine hiệu quả trong khoảng cách tác chiến dưới 45m.
Quốc quân Đại Hàn Dân Quốc nhận được 1.015.568 khẩu M1 Carbine từ năm 1963 đến năm 1972 và trở thành quốc gia nhận được nhiều súng M1 và M2 Carbine nhất sau Chiến tranh thế giới thứ hai từ Mỹ.

### Chiến tranh Việt Nam (1955-1975)
Mỹ đã cung cấp cho Quân lực Việt Nam Cộng hòa 793.994 khẩu M1 và M2 Carbine từ năm 1963 đến năm 1973. Bên cạnh được Mỹ cung cấp thì Việt Nam Cộng Hòa còn được trực tiếp kế thừa toàn bộ số súng M1 và M2 Carbine mà quân Pháp bỏ lại ở miền Nam Việt Nam sau năm 1954. Cũng như M1 Garand, M1 và M2 Carbine được sử dụng chủ yếu trong giai đoạn đầu cuộc chiến (1955-1963). Từ năm 1964, nó và M1 Garand dần bị thay thế bằng M16.

### Những cuộc chiến khác sau Chiến tranh Việt Nam (1975-nay)
M1 và M2 Carbine vẫn được sử dụng trong những cuộc xung đột quân sự sau Chiến tranh Việt Nam như: Nội chiến Campuchia, Nội chiến Angola, Chiến tranh biên giới Tây Nam, Chiến tranh biên giới Việt–Trung, ...

## Các quốc gia sử dụng
- Hoa Kỳ
- Ý
- Đức
- Nhật Bản
- Việt Nam Dân chủ Cộng hòa
- Cộng hòa Miền Nam Việt Nam
- Việt Nam
- Colombia
- Israel
- Indonesia
- Singapore
- Philippines
- Hàn Quốc
- Đài Loan
- Anh Quốc
- Malaysia
- Iraq
- Lào
- Thái Lan
- Cộng hòa Nhân dân Campuchia
- Campuchia
- Trung Quốc
- Cộng hòa Dân chủ Nhân dân Triều Tiên (sử dụng trong chiến tranh Triều Tiên)
- Pháp
- Bỉ
- Afghanistan
- Ai Cập
- Cuba
- Panama
- Na Uy
- Đan Mạch
- Myanmar
- Iraq
- México
- Canada
- Sierra Leone
- Cộng hòa Dân chủ Congo
- Cộng hòa Congo
- Brasil
- Argentina
- Venezuela